# Saint-Claude, Jura
Saint-Claude este un oraș în Franța, sub-prefectură a departamentului Jura, în regiunea Franche-Comté. 

## Personalități născute aici
- Jean François (1582 - 1668), matematician.

1. ↑  répertoire géographique des communes, accesat în 26 octombrie 2015
2. ↑  dataset of postal codes in France, 1 octombrie 2018